# Terrifier 2
Terrifier 2 es una película de comedia de terror y slasher estadounidense de 2022, dirigida, escrita, y producida por Damien Leone. Está protagonizada por Lauren LaVera, Elliott Fullam, Sarah Voigt, Kailey Hyman y Casey Hartnett. Siendo una secuela directa de Terrifier, la historia sigue la resurrección de Art y la búsqueda de Sienna Shaw y su hermano menor Jonathan en la noche de Halloween, un año después de los eventos de la primera película.
La cinta se origina a partir de un concepto de largometraje que Leone comenzó a desarrollar poco después de filmar su primer cortometraje como director The 9th Circle (2009). El concepto de la película planificada se centró en gran medida en una heroína vestida de ángel y finalmente se vino abajo. Después del lanzamiento de Terrifier (2016), Leone quería que la heroína volviera a ser la protagonista; evolucionaría hasta convertirse en Sienna, alguien que Leone describe como el "corazón y el alma" de Terrifier 2. Tras las críticas a la falta de narrativa percibida en la primera película, Leone pasó tres meses escribiendo un guion basado en los personajes.
La financiación de la película fue exigente, ya que el guion era más ambicioso que el de la primera película y requería un presupuesto mayor. Leone aseguró las finanzas de inversionistas privados antes de filmar y lanzó una campaña de Indiegogo con una meta de $50.000 para filmar una escena basada en efectos prácticos. La campaña fue un gran éxito, alcanzando más del 430% de la meta inicial con un total de $250.000 en donaciones. Fue una de las numerosas películas afectadas por la pandemia mundial de COVID-19 y el rodaje se detuvo a mediados de 2020 debido a la pandemia.
La película tuvo su estreno mundial en el FrightFest el 29 de agosto de 2022 y se estrenó en cines en los Estados Unidos el 6 de octubre de 2022, convirtiéndose en un éxito de taquilla, recaudando $15 millones. La película recibió críticas generalmente positivas de los críticos, con elogios particulares por las actuaciones de LaVera y Thornton, considerándola una mejora con respecto a su predecesora, aunque el tiempo de ejecución de la película recibió algunas críticas mixtas. Una tercera película comenzó su desarrollo tras el éxito de la segunda, finalmente estrenándose Terrifier 3 en octubre de 2024.

## Argumento
Después de ser resucitado por una entidad desconocida luego de la Masacre del condado de Miles, Art the Clown asesina brutalmente con un martillo al forense que investiga su cuerpo. Va a la lavandería para limpiar su ropa empapada de sangre, donde se encuentra con La niña pálida, una entidad misteriosa con un atuendo similar al de un payaso. Un solitario cliente ve a Art interactuando con la niña -que es invisible para él- antes de ser asesinado.
Un año después, en 2018, la adolescente Sienna Shaw le da los últimos toques a su disfraz de Halloween: un ángel-guerrero que le diseñó su padre, que falleció a causa de un tumor cerebral. El hermano menor de Sienna, Jonathan, quiere vestirse como Art para Halloween y se ha obsesionado con él desde que descubrió bocetos del payaso y sus víctimas de la masacre del condado de Miles en el cuaderno de bocetos de su padre. Esa noche, Sienna tiene una pesadilla en la que se encuentra con Art y se despierta con un incendio en su tocador que quema las alas de su disfraz, mientras que una espada que se encontraba allí, la cual fue un regalo de su padre, permanece ilesa.
El día de Halloween, Jonathan ve a Art y a La niña pálida en la escuela jugando con una zarigüeya muerta, mientras que Sienna tiene un ataque de pánico cuando sus amigas Allie y Brooke hablan sobre el colapso de Victoria Heyes y la mutilación de la controvertida presentadora de programas de entrevistas Monica Brown. Sienna y Allie van a la tienda de disfraces para comprar un par de alas de reemplazo, donde se encuentran con Art. Después de que se van, Art mata al vendedor de la tienda y luego irrumpe en la casa de Allie, donde la mutila teatralmente: le corta un ojo, le quita el cuero cabelludo, le desolla la espalda, le quita un brazo mientras desgarra el otro y le echa lejía y sal en las heridas antes de arrancarle la mitad de la cara. La madre de Allie muere de la conmoción cuando descubre el cuerpo aún vivo de su hija.
Mientras, Jonathan le muestra a Sienna y a su madre, Barbara, el cuaderno de bocetos de arte de su padre, lleno de recortes de periódicos de asesinatos relacionados con Art, revelando que La niña pálida fue su primera víctima llamada Emily Crane, una hija de artistas de circo cuyo cuerpo fue descubierto en un tráiler de maquillaje. Jonathan cree que su padre sabía cómo detener a Art, pero no le creen. Después de que Barbara rompe el cuaderno de bocetos y golpea a Jonathan, este se escapa. Barbara luego encuentra su auto destrozado y, mientras lo limpia, Art la mata. Cuando Jonathan regresa a casa, encuentra el cadáver de su madre y Art lo persigue antes de sedarlo y secuestrarlo, robando la espada de Sienna en el proceso.
En una fiesta de Halloween, Brooke agrega MDMA a la bebida de Sienna en un intento por calmarla, pero tiene un ataque de pánico cuando ve a La niña pálida. Brooke y su novio Jeff llevan a Sienna a casa, pero la niña pálida se hace pasar por Jonathan por teléfono y atrae a Sienna a la atracción encantada The Terrifier en un carnaval que lleva años cerrado, donde Art la mató. Art castra y mata a Jeff y persigue a Brooke hasta la atracción embrujada antes de arrojarle ácido en la cara, matarla a golpes y comerle el corazón. Sienna descubre el cadáver de Brooke y lucha contra Art hasta que la deja inconsciente. Se despierta para encontrar a Art usando un gato de nueve colas en su hermano, domina a Art y comienza a atacarlo con sus propias armas. Después de que Sienna y Jonathan matan a Art varias veces, él logra resucitar continuamente. Mata a Sienna con la espada de su padre y la arroja a una celda de tortura con agua. Mientras Art intenta comerse a Jonathan, Sienna resucita misteriosamente con la espada antes de decapitar a Art y rescatar a Jonathan. La Niña Pálida toma la cabeza de Art y se va sin atacar ni a Sienna ni Jonathan, la escena termina con los dos hermanos abrazándose.
En una escena a mitad de los créditos, una Victoria institucionalizada en un manicomio escribe "Vicky + Art" y obscenidades en la pared con su sangre. A continuación, da a luz la cabeza viva de Art, dejando a la enfermera horrorizada y gritando.

## Reparto
- Lauren LaVera como Sienna Shaw, la hermana mayor de Jonathan[5]
- Elliott Fullam como Jonathan Shaw, el hermano menor de Sienna
- Sarah Voigt como Barbara Shaw, madre de Sienna y Jonathan
- Amelie McLain como La niña pálida / Emily Crane
- Chris Jericho como Burke, un enfermero
- David Howard Thornton como Art the Clown
- Kailey Hyman como Brooke, amiga de Sienna
- Casey Hartnett como Allie, amiga de Sienna
- Charlie McElveen como Jeff, el novio de Brooke
- Johnnath Davis como Ricky, el empleado de la tienda de disfraces.
- Amy Russ como la madre de Allie
- Cory DuVal como forense
- Leah Voysey como presentadora de televisión y enfermera del Clown Cafe
- Samantha Scaffidi como Victoria «Vicky» Heyes, la única sobreviviente de los eventos de la primera película, que ahora se encuentra en un hospital psiquiátrico[6]
- Jenna Kanell como Tara Heyes, en la fotografías
- Catherine Corcoran como Dawn, junto a Tara en las fotografías

Además, Griffin Santopietro aparece como Eric, Owen Myre aparece como Sean, Felissa Rose aparece como Ms. Prince, Tamara Glynn aparece como madre en la tienda de disfraces y Nedim Jahić como Travis Bryant.

## Producción
Leone reveló el 12 de febrero de 2019, en una publicación en sus redes sociales que mostraba la portada, que el primer borrador del guion estaba completo. Leone imaginó el concepto de la película que se remonta a 2008, con la idea de una heroína disfrazada de ángel guerrero que lucha contra el personaje de Art the Clown. Esta heroína fue la base de Sienna, a quien Leone quería traer de vuelta como protagonista de Terrifier 2, que sabía que quería hacer mientras filmaba la primera película. El proceso de escritura de la película difirió de los proyectos cinematográficos anteriores de Leone, en los que tuvo que trabajar en trabajos de medio tiempo. Leone pasó tres meses consecutivos escribiendo. Gran parte de su atención se centró en desarrollar un protagonista que pudiera rivalizar con Art en popularidad. Cuando no estaba escribiendo, leía libros sobre escritura de guiones y escuchaba a los guionistas discutir sus procesos con la escritura.
Optó por traer de vuelta a la heroína vestida de ángel una década más tarde y adaptarla a Sienna Shaw. Leone describió gran parte del guion que gira en torno a la adolescente, su personaje favorito que jamás haya escrito. Leone describe el guion con un alcance mucho mayor que la película anterior y recuerda que no tuvo en cuenta un presupuesto al escribir.
Uno de los factores durante la escritura fue establecer un adversario para Art, algo inspirado en la relación entre el superhéroe Batman y el supervillano Joker. Durante un almuerzo con Leone y David Howard Thornton, a la actriz que interpreta a Sienna, Lauren LaVera, se le habló de esta dinámica prevista entre su personaje y Art. Además de Sienna, LaVera recuerda el guion centrándose en gran medida en el hermano menor de Sienna, Jonathan, su madre y sus amigos, quienes juegan un papel crucial en la historia.

## Elenco
Se confirmó que tanto Thornton como Scaffidi volverían a interpretar sus respectivos papeles de Art y Victoria, convirtiéndose en los únicos miembros del elenco que regresan de la película anterior, aparte de un breve cameo de voz de Michael Leavy (quien interpretó a Will el exterminador en la película original) como locutor del club y voz de DJ, y Corey Duval, quien regresa como el forense de la primera película. También hubo informes de Steven Della Salla y Jason Leavy, los dos policías de la película original, que también regresaron en cameos; los tres son todos productores de la segunda entrega. El 11 de septiembre de 2019 se anunció que la actriz Lauren LaVera fue elegida para el papel principal de Sienna Shaw. El 15 de octubre, se anunció que Felissa Rose, Chris Jericho y Tamara Glynn se habían unido al elenco en cameos. La actriz Leah Voysey había hecho una audición para Sienna y sus amigas Ally y Brooke antes de que el coproductor Jason Leavy, que conocía las habilidades de guitarra y canto de Voysey, la invitara a ser la presentadora que interpretara una canción en la secuencia del sueño en el Clown Cafe, que después de ser filmada llevó a Leone a traer a Voysey para que apareciera como enfermera en la escena de los créditos.

## Rodaje
Si bien Leone había obtenido la financiación total para la película de un puñado de inversionistas privados antes de la filmación, lanzó un Indiegogo con un objetivo de $ 50,000 para financiar una escena impulsada por efectos prácticos y agregar un actor conocido al proyecto. La campaña fue un gran éxito, recaudando más de $125k en la primera semana. Alcanzó un total de $250k al final de la campaña, 430% más que la meta inicial.
El rodaje comenzó en octubre de 2019. Si bien la mayor parte de la historia principal de la película ya se había completado, el rodaje se detuvo debido al COVID-19, convirtiéndose en una de las muchas películas afectadas por la pandemia mundial de COVID-19. El 7 de septiembre, Leone reveló que estaba trabajando en el maquillaje protésico para el rostro desfigurado de Victoria en preparación para filmar las escenas de Samantha Scaffidi. Como el disfraz de Sienna recibió una recepción positiva cuando se publicaron oficialmente las imágenes de producción, cuando se le preguntó sobre el atuendo, LaVera describió que le gustó el primer día que lo usó, pero comenzó a sentir desdén por él durante el transcurso de la filmación, ya que era incómodo de usar. Incluso le salieron ampollas debido al roce. La filmación se reanudó en silencio y terminó el 10 de julio de 2021. La escena posterior a los créditos originalmente revelaría que Art crecía en la parte posterior de la cabeza de Victoria, pero una vez que Malignant tuvo un atuendo similar para su villano, Leone lo descartó y filmó otra secuencia en la que Victoria da a luz a la cabeza de Art.

## Mercadotecnia
El 24 de julio de 2020 se lanzó un avance de Terrifier 2. Jeremy Dick de MovieWeb comentó sobre el adelanto, afirmando que "el adelanto es bastante emocionante de ver para cualquiera que haya disfrutado de la primera película". Matt Joseph de We Got This Covered también revisó el tráiler y escribió: "al menos promete una secuela más grande, más sangrienta y más aterradora, una que no debería tener problemas para complacer a aquellos a quienes les gustó mucho el original".
También se anunció que se publicaría una serie de historietas de lanzamiento limitado de tres números antes del lanzamiento de la película.

### Efectos especiales
La película ha obtenido una cobertura mediática significativa debido a los efectos gore, particularmente por la infame "Escena del dormitorio", que representa el largo asesinato del personaje secundario Allie (Casey Hartnett). Leone ha declarado que fue la escena más desafiante y técnica para filmar de toda la producción: tres minutos que representan explícitamente la mutilación. Leone tuvo que crear una réplica de tamaño real de un títere de Hartnett que pudiera funcionar como animatrónico. Dijo: "Tenía personas debajo de la cama con varillas que la atravesaban hasta las extremidades y detrás de la pared operando su cabeza. Le puse unos guantes de goma en el pecho con tubos para que respirara". Leone agregó digitalmente el ojo de Hartnett en el títere cuando Allie despierta a su madre.

## Lanzamiento
Terrifier 2 tuvo su estreno mundial en el Fantastic Fest el 29 de agosto de 2022 y se presentó el mismo día en el Fright Fest de Londres. Fue estrenada en cines el 6 de octubre de 2022 por Bloody Disgusting. La película está destinada a transmitirse más tarde en Screambox, así como a reproducirse en varios "festivales de género destacados" antes de su lanzamiento oficial. Leone había expresado previamente su deseo de lanzar la película "estilo road show" una vez que esté terminada.
Si bien originalmente solo estaba programado para un estreno en cines limitado de una semana, la demanda de la audiencia llevó a Bloody Disgusting a anunciar que Terrifier 2 permanecería en los cines por un segundo fin de semana el 12 de octubre de 2022. El 17 de octubre, esta carrera se extendió por otra semana.
La película se estrenó para VOD el 11 de noviembre de 2022, con un lanzamiento en Blu-ray y DVD el 27 de diciembre de 2022.

## Recepción

### Taquilla
Terrifier 2 se estrenó en 886 salas de cine de los Estados Unidos y recaudó 400 000 dólares el día de su estreno. Luego debutó con $ 805,000, y ganó $ 1 millón el fin de semana siguiente (un aumento del 28%). Variety calificó el éxito de la película como un "shock" para la industria debido a su bajo presupuesto y mercadotecnia en general limitada. A lo largo de sus primeras dos semanas de estreno, la película había recaudado 3,4 millones de dólares. Al expandirse a 1.550 cines en su cuarto fin de semana (un aumento de 795), la película ganó $ 1,8 millones, para un total acumulado de $ 10,1 millones en noviembre de 2022.
Hablando del éxito de taquilla de la película, Leone dijo: "Honestamente, no esperaba que tuviera este tipo de salpicadura o juego en los cines, aparte de tal vez en algunos cines de autor. Enfermo y desmayado y realmente despegando, nunca esperé esto o que ganara millones de dólares en los cines".

### Respuesta crítica
En Rotten Tomatoes, la película tiene un índice de aprobación del 85% según 74 reseñas, con una calificación promedio de 6.7/10. El consenso crítico del sitio web dice: "Terrifier 2 supera al original en todos los sentidos, lo que lo convierte en una mala noticia para los aprensivos, pero en un buen momento para los entusiastas del género". En Metacritic tiene una puntuación media ponderada de 59 sobre de 100 sobre la base de ocho críticos, lo que indica "reseñas mixtas o promedio".
Jeffrey Anderson de Common Sense Media describió a los personajes como memorables, particularmente a Sienna, debido al desarrollo de su personaje. Anderson afirma que "la vida humana comienza a importar más aquí que en la primera película". Matt Donato de IGN, mientras afirma que la película tiene "tramas y temas secundarios subdesarrollados", la señaló como una mejora de la película original y destacó la actuación de LaVera, escribiendo que ella "gobierna como Sienna en su armadura de fantasía con alas de ángel como una chica final que lucha por la familia, se enfrenta a sus demonios y grita sangrientos gritos de guerra en la cara burlona de Art". Matthew Jackson de Paste escribió que "LaVera, encargada de inyectar humanidad en la secuela, está a la altura de esta tarea con puro poder de estrella". Trace Sauveur de The Austin Chronicle elogió el "sentido físico y la sincronización cómica" de Thornton. Sammy Gecsoyler de The Guardian calificó la película con un total de tres estrellas de cinco, elogiando las muertes creativas y las actuaciones de la película, mientras criticaba su tiempo de ejecución.
La película no estuvo exenta de detractores. Owen Gleiberman de Variety elogió la película por capturar de manera efectiva la apariencia de las películas slasher de los años 70 y 80, así como la banda sonora y los efectos especiales prácticos, pero criticó la brutalidad implacable y los personajes antipáticos. Adam Graham de The Detroit News calificó la película con una calificación D, calificándola de "[un] ejercicio contundente de salpicaduras, que se prolonga mucho más allá de la marca de dos horas sin ningún sentido de propósito más que sus propios intentos inertes de impactar".

### Respuesta del público
Después de su lanzamiento, hubo varios informes de espectadores que vomitaron y se desmayaron durante sus proyecciones de Terrifier 2, y en un caso supuestamente llamaron a los servicios de emergencia. Hablando sobre las reacciones de la audiencia a la película, el director Damien Leone comentó: "Escucha, me hubiera encantado tener un par de salidas intensas, creo que es una especie de insignia de honor porque es una película intensa. No quiero que la gente se desmaye, o se lastime durante la película. Pero es surrealista".

## Secuela
Tanto Leone como Thornton declararon que se planeaba un Terrifier 3, junto con otras entregas que se irán construyendo poco a poco sobre los antecedentes y motivos de Art. En octubre de 2022, Leone dijo que tenía una trama completa para una tercera película, pero "se está volviendo tan grande que potencialmente podría dividirse en una parte 4 porque no querría hacer otra película de 2 horas y 20 minutos".